# Celaenia atkinsoni
Celaenia atkinsoni là một loài nhện trong họ Araneidae.
Loài này thuộc chi Celaenia. Celaenia atkinsoni được Octavius Pickard-Cambridge miêu tả năm 1879.